# Смесени бойни изкуства
Смесените бойни изкуства (на английски: mixed martial arts, MMA) представляват боен спорт, в който 2 съперници се опитват да постигнат надмощие един над друг, като използват широко разнообразие от позволени техники от бойни изкуства, включващи удари (страйкинг) и борба (граплинг). Добре известни по света ММА организации са UFC и Прайд.

## В България
ММА е сравнително нов спорт в България, но въпреки това се разраства бързо. Появява се на професионална основа около 2008 – 2009 г. Със силната култура по борба и бокс в региона, общият интерес към спорта е огромен. Той обаче остава нерегламентиран. Българската федерация за смесени бойни изкуства беше избрана за национална федерация, представляваща Република България в рамките на Международната федерация по смесени бойни изкуства (IMMAF) през октомври 2014 г., и както всички членове на IMMAF е демократична организация с нестопанска цел. Създадена през ноември 2013 г. от 10 ММА клуба, организацията се ръководи от състезателя на UFC Станислав Недков. Регистрацията на федерацията в Министерството на правосъдието е одобрена през юни 2014 г. и нейното заявление за официално признаване от Министерството на спорта е в напреднал етап.

## Категории
Категории в MMA:
| Дивизия                       | Теглови лимит | Пол         |
| ----------------------------- | ------------- | ----------- |
| Тежка (Heavyweight)           | 120,2 кг      | Мъже        |
| Полутежка (Light Heavyweight) | 93,0 кг       | Мъже        |
| Средна (Middleweight)         | 83,9 кг       | Мъже        |
| Полусредна (Welterweight)     | 77,1 кг       | Мъже        |
| Лека (Lightweight)            | 70,3 кг       | Мъже        |
| Перо (Featherweight)          | 65,8 кг       | Мъже и жени |
| Петел (Bantamweight)          | 61,2 кг       | Мъже и жени |
| Муха (Flyweight)              | 56,7 кг 56 кг | Мъже Жени   |
| Сламка (Strawweight)          | 48 – 52,2 кг  | Жени        |